# Steven Spier
Steven Spier (* 19?? in Montreal) ist ein kanadischer Architekt und Universitätsprofessor.

## Werdegang
Steven Spier studierte bis 1981 Philosophie an der Haverford College in Philadelphia und bis 1989 Architektur am Southern California Institute of Architecture Los Angeles. Spier war in Berlin und Zürich tätig – lehrte als wissenschaftlicher Mitarbeiter an der ETH Zürich und als Professor an der HafenCity University Hamburg. Er gründete als Vizekanzler die HafenCity University Hamburg, leitete die School of Architecture and Design in Belfast und die School of Architecture an der University of Strathclyde in Glasgow. 2012 wurde er zum Dekan und 2017 zum Vizekanzler der Fakultät für Kunst, Design und Architektur der Kingston University ernannt.

## Werk
als Herausgeber folgender Bücher:
- William Forsythe and the Practice of Choreography: It Starts From Any Point. Taylor & Francis, London 2011. ISBN 978-0-415-97822-4
- mit Martin Tschanz: Swiss Made: New Architecture from Switzerland. Thames & Hudson,  2008. ISBN 978-0-500-28779-8
- mit Martin Tschanz: Swiss Made: New Architecture from Switzerland. Princeton Architectural Press, New Jersey 2003. ISBN 978-1-56898-425-4

Beiträge in Bücher:
- 2G N. 35 Burkhalter Sumi. Gustavo Gili, Barcelona 2005. ISBN 978-3-7533-0191-4

Beiträge in Fachzeitschriften:
- Schulhaus Grono von Raphael Zuber in The Architectural Review Issue 1383, May 2012[2]
- Bildungszentrum Schweizerischer Baumeisterverband von Durisch & Nolli in The Architectural Review Issue 1388, Oktober 2012[3]
- Monte-Rosa-Hütte von Bearth & Deplazes und Studio Monte Rosa in The Architectural Review Issue 1353, November 2009[4]

## Preise
- 2003: Buch des Jahres vom Architects’ Journal